# 下関大丸
株式会社下関大丸（しものせきだいまる、英称: The Shimonoseki Daimaru,Inc.）は、山口県下関市竹崎町にある日本の百貨店『大丸下関店』の2020年（令和2年）2月29日までの店舗名、ならびに運営会社であった大丸松坂屋百貨店の連結子会社である。
2020年（令和2年）3月1日に株式会社大丸松坂屋百貨店が株式会社下関大丸を吸収合併し法人格は消滅、店舗は大丸松坂屋百貨店の直営店舗に改められた。
本項目では、法人としての「株式会社下関大丸」ならびに現在の「大丸下関店」について記す。

## 概要

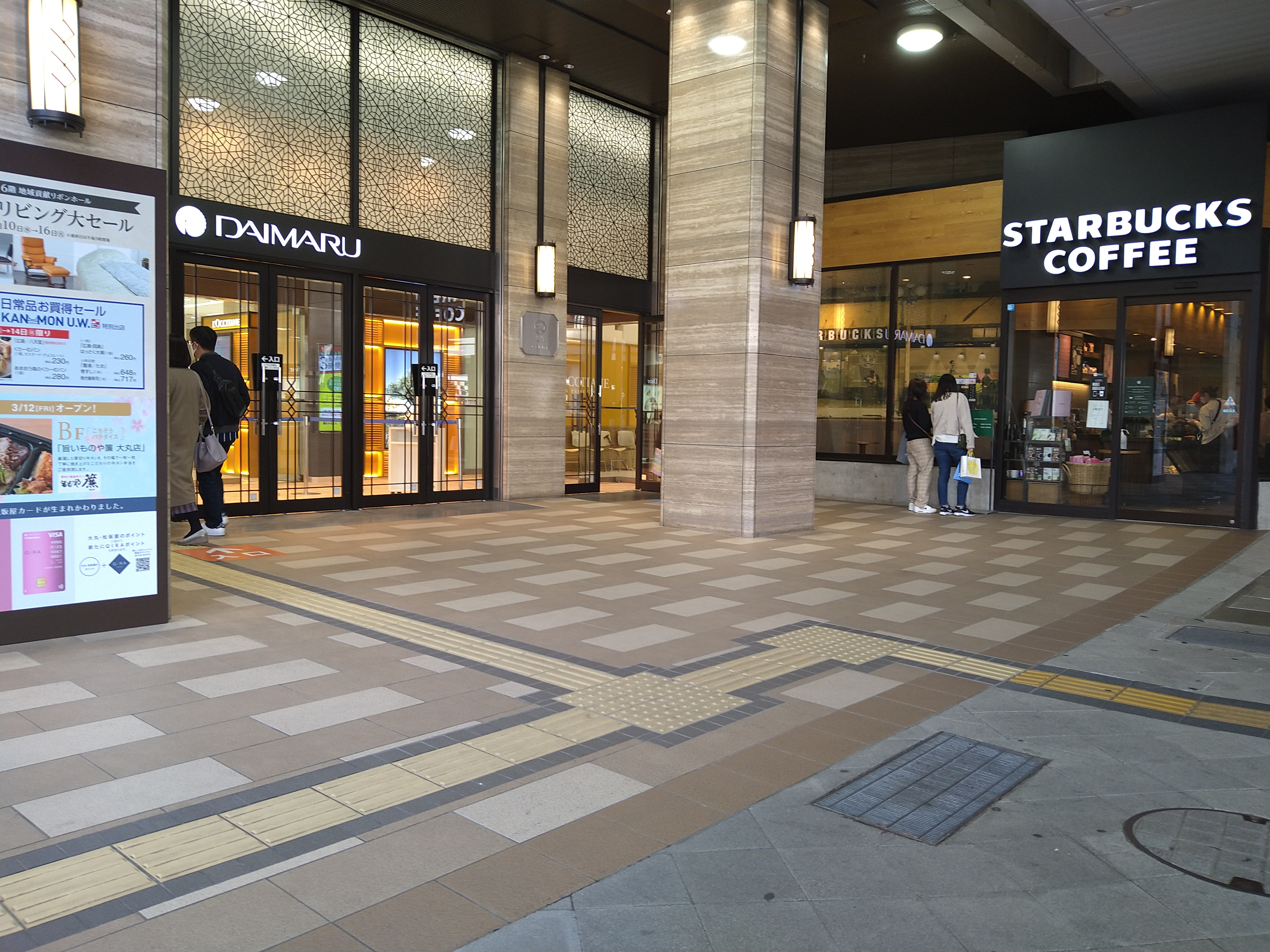
大丸下関店正面口（2021年3月）

JR下関駅東口にある複合商業施設「シーモール下関」の核店舗の一つである。売場は地下1階から地上7階まであり、店舗面積は約2万4000平方メートル。
前身の下関大丸時代は下関市内の唐戸地区にある商業施設「カモンワーフ」内にギフトショップを出店していたほか、山口市に宇部・山口出張所、萩市に萩・長門出張所を置いていたが、大丸松坂屋百貨店への吸収合併にともない2019年12月27日をもって閉鎖・閉店した。なお、両出張所はもともと宇部、山口、萩、長門の独立した4店舗であった。
また、下関大丸時代は独自のポイントカード（ピコットクラブカード）およびクレジットカード（下関大丸ピーコックポイントカード）（ジャックスとの提携発行）を発行し、DAIMARU CARD・マツザカヤカード・大丸松坂屋カード・さくらパンダカードへのポイント付与率も他店扱いと同等となっていたが、大丸松坂屋百貨店への吸収合併による直営店化に伴い2020年2月29日をもってピコットクラブカードおよび下関大丸ピーコックポイントカードへのポイント進呈を終了した。そして、大丸松坂屋百貨店直営店としての営業開始日より大丸松坂屋百貨店と同様のもの（ポイントカード（大丸松坂屋ポイントカードPC）およびクレジットカード（大丸松坂屋カード・さくらパンダカード））を導入することとなった。また、2014年10月の楽天ポイントカードサービス開始時より楽天ポイント加盟店でもある。
1983年に大丸系列で一斉にシンボルマークが変更された後も、屋上に旧来の「○に大」の大丸の社章を掲げている（写真参照）。

## フロア・主要店舗
2024年8月時点のフロアガイドによる。主要店舗のみ羅列。
BF / 食品・ごちそうパラダイス
| - 果子乃季 - 千鳥屋 - ひよ子 - モロゾフ - ユーハイム | - メリーチョコレート - ゴンチャロフ - ゴディバ - 巌流本舗 - ドンク |

1F / 婦人雑貨・化粧品
| - アシックス - ファンケル - フルラ - コーチ - シャネル - SK-II - ランコム - カネボウ - ドクターシーラボ | - クリスチャンディオール - スワロフスキー - 資生堂 - ヴァンドーム - エスティローダー - ロクシタン - 4℃ - スターバックスコーヒー - タカダコーヒー |

2F / ファミリーファッション（レディス・メンズキャラクター・キッズ）・アイウェアショップ
| - ラコステ - ラルフローレン - ザ・ノース・フェイス - ポール・スミス - ヘリーハンセン | - トミーヒルフィガー - タケオキクチ - 23区 - JINS |

3F / 婦人服・婦人肌着・紳士服・紳士肌着・宝飾
| - 東京ソワール - エミネント - ワコール | - ビースリー - 好日山荘 |

4F / プラグスマーケット（リビング雑貨・トラベル雑貨・時計・メガネ・ウィッグ）
| - 生活の木 | - ハウスオブローゼ |

5F / ザ・キッズ・中高校生のための学習スペース エキスタ
| - ザ・キッズ - 中高校生のための学習スペース エキスタ |

6F / KANMON U.W.・地域貢献リボンホール・ベビー服・子供服
| - ミキハウス - サンリオ | - ラルフローレン - KANMON U.W. |

7F / レストラン・総合サービス
| - レストラン街（春帆楼茶寮など） - JOIN083 | - ミュゼプラチナム |

RF / 憩いの広場

## 沿革

### 下関大丸時代
1950年（昭和25年）9月25日に大洋漁業（マルハニチロの前身）や林兼産業などのマルハグループが、創業の地である下関市に大丸（現在の大丸松坂屋百貨店）と提携して株式会社下関大丸を設立し、同年11月1日に林兼産業の本社の近隣にあった大和町貿易ビルで開店したのが始まりである。
1959年（昭和34年）12月1日には下関駅西口に店舗を移転・拡張を図るなどして下関を代表する大型店に成長し、1970年（昭和45年）10月のニチイ（現在のイオンリテール）などのライバルとなる大型店の進出に対抗して競争を繰り広げた。なお、この当時は社章の円の下部にアルファベット大文字の「S」をつけたものを新聞広告に使用していた。
1977年（昭和52年）10月21日には、下関商工会議所や地元の商店街などと共同で下関駅東口にショッピングセンター「シーモール下関」を開業し、そのキーテナントとして店舗を再度移転して拡張を図った。
このシーモールへの移転の際に大丸からの出資を受け入れてマルハグループと大丸の合弁事業化したが、マルハ創業家の中部一次郎が引き続き社長を務め、1998年（平成10年）10月に横浜ベイスターズが優勝した際にはマルハグループの一員として優勝セールを行うなどマルハグループとしての運営も引き続き行われていた。
2001年（平成13年）8月31日付で林兼産業が保有する全株式を譲渡したことによってマルハグループが保有する株式が0になって大丸が100%出資する完全子会社となり、それに伴って9月17日にマルハグループを代表していた中部一次郎は31年7か月に及ぶ社長在任に終止符を打って退任し、大丸から派遣された社長が就任することで名実共に完全に大丸の傘下に入ることとなった。
バブル崩壊後の消費低迷や郊外のショッピングセンターとの競争による中心市街地の小売売上の低迷に加えて、僅か数キロの海を隔てて向かい合う北九州市の小倉地区の井筒屋、コレット、リバーウォーク北九州などとの競争の激化や高速バスの発達に伴う福岡市などへの消費流出に苦しみ、1997年（平成9年）2月期には売上高284.21億円だったのが、2000年（平成12年）2月期には255.55億円、2012年（平成24年）2月期には179.74億円と落ち込み、他の地方百貨店と同様に売上はピーク時に比べて大きく減少しているが、利益面で見ると2012年（平成24年）2月期で営業利益4.90億円、経常利益4.04億円、当期純利益2.05億円と1997年（平成9年）2月期の経常利益4.90億円に比べて大きく落ち込まない水準を確保している。

### 現在
2019年（令和元年）5月8日、大丸松坂屋百貨店の親会社であるJ.フロント リテイリングが、法人としての下関大丸を大丸松坂屋百貨店に吸収合併させることを発表した。合併日は2020年（令和2年）3月1日で、同日付で大丸松坂屋百貨店の直営店となり店舗名は「大丸下関店」となった。大丸松坂屋百貨店は下関店を地方郊外店改革のモデル店舗として位置付け、直営化に併せて約10億円を投じて全館リニューアルを実施。全国2店舗目となる東急ハンズの新業態「プラグスマーケット」や、山口県内では初となる「アインズ&トルペ」「ホワイトクロゼット」などを導入、一部フロアでは定期賃貸借契約を活用して大丸松坂屋百貨店初のニトリなど大型テナントを誘致し、同年3月23日にグランドオープン。同年10月10日には、百貨店では全国初となるスタートアップ拠点「JOIN083（ジョイン・ゼロハチサン）」がオープンした。